# Zygocera atrofasciculata
Zygocera atrofasciculata là một loài bọ cánh cứng trong họ Cerambycidae.